# Астаф'єва Ольга Андріївна
О́льга Андрі́ївна Аста́ф'єва — український музикознавець, заслужений працівник культури України.

## З життєпису
2010 року закінчила магістратуру та здобула кваліфікацію магістра-музикознавця.
Директор чернігівської музичної школи № 1 ім. С. Вільконського, в якій пропрацювала понад 20 років.
Заслужений працівник культури України, входить до складу Міжнародної асоціації педагогів-музикантів, станом на 2014 рік є головою обласної та міської ради директорів музичних шкіл, головою міського методичного об'єднання викладачів.